# Dua Lipa (album)
Dua Lipa is het debuut studioalbum van de Britse zangeres Dua Lipa. Het album werd uitgebracht op 2 juni 2017 door Warner Bros. Dua Lipa werkte drie jaar aan dit album.
Dit album bevat verschillende grote hits. Be the One werd de eerste nummer 1-hit, ook New Rules stond enkele weken op 1 staan in de Ultratop 50. Ook in andere landen konden verschillende singles de hitlijsten halen.
In 2018 werd het album heruitgegeven, de Complete Edition, op dit album staan haar bekende samenwerkingen met Martin Garrix (Scared to Be Lonely) en Calvin Harris (One Kiss). Ook staan er twee nieuwe singles op het album: Running en Kiss and Make up, die laatste is een samenwerking met de K-popgroep BlackPink.

## Release
Het album ging oorspronkelijk uitgebracht worden op 30 september 2016, later veranderde Dua de datum naar 10 februari 2017. Op 11 januari 2017 liet Dua Lipa weten op Twitter dat het album op 2 juni 2017 zal uitkomen, dit omdat ze de kans kreeg met verschillende artiesten samen te werken. Op 26 augustus 2016 werd de single Blow Your Mind (Mwah) gereleased, samen met de artwork en pre-order van het album. Alvorens het album effectief gereleased werd plaatste Lipa enkele teasers van de nieuwe nummers op het album. Joe Webb maakte voor elke single een soort kunstwerkje, die later op Dua Lipa's YouTube kanaal verschenen.

## Titel en artwork
Lipa gaf volgende reactie over haar debuutalbum "De reden waarom de naam van het album simpelweg Dua Lipa heet is, omdat het een representatie is van mezelf, en hoe ik ben als artiest. Op de cover staat de artiest in een glitter jas met nat haar. Op de deluxe editie staat dezelfde foto, enkel bevat de filter meer roze en groene tinten. Aan de complete editie is er glitter toegevoegd aan de achtergrond.

## Promotie

### Singles
- "Be the One" is de eerste single van het debuutalbum. De single kwam uit op 30 oktober 2015. Deze single bereikte veel succes in heel Europa, werd bekroond met platina in België en dubbel platina in Nederland. In België bereikte Dua hiermee haar eerste nummer 1-hit.
- "Last Dance" werd gerealesed als tweede single op 9 februari 2016.
- "Hotter than Hell" werd uitgegeven als derde single op 6 mei 2016. En bereikte de top 20 in zowel België als Nederland.
- "Blow Your Mind (Mwah)" verscheen als vierde single op 26 augustus 2016. Dit was Dua's eerste Amerikaanse succes.
- "Lost in Your Light" werd de vijfde single van het album, een samenwerking met Miguel, die uitkwam op 21 juli 2017.
- "New Rules" werd uitgebracht op 7 juli 2017, de videoclip heeft drie miljard views op YouTube. Het is voor Dua haar tweede nummer 1-hit in België en de eerste in haar thuisland Verenigd Koninkrijk.[9]
- "Homesick" werd uitgebracht als digitale single op 1 december 2017, en kreeg airplay in Nederland en België.[10]
- "IDGAF" werd uitgebracht als achtste single van het debuutalbum op 16 november 2017, en bereikte in heel wat landen de top 10, ook in België en Nederland.[11]

### Promotie singles
Het debuutalbum kent drie promotiesingles :
"New Love" werd als eerste uitgebracht op 21 augustus 2015.
"Room for 2" werd uitgebracht op 28 oktober 2016, de videoclip verscheen één week later via Hunger Tv.
"Thinking 'Bout You werd als laatste promotiesingle uitgebracht op 6 januari 2016, de single was al langer gekend door live performances door de Britse zangeres.
"Want To" werd uitgebracht als promotiesingle voor de Dua Lipa: Complete Edition, die in oktober 2018 uitkwam. Het nummer speelde ook een belangrijke rol voor Lipa's samenwerking met Jaguar.

### Andere singles

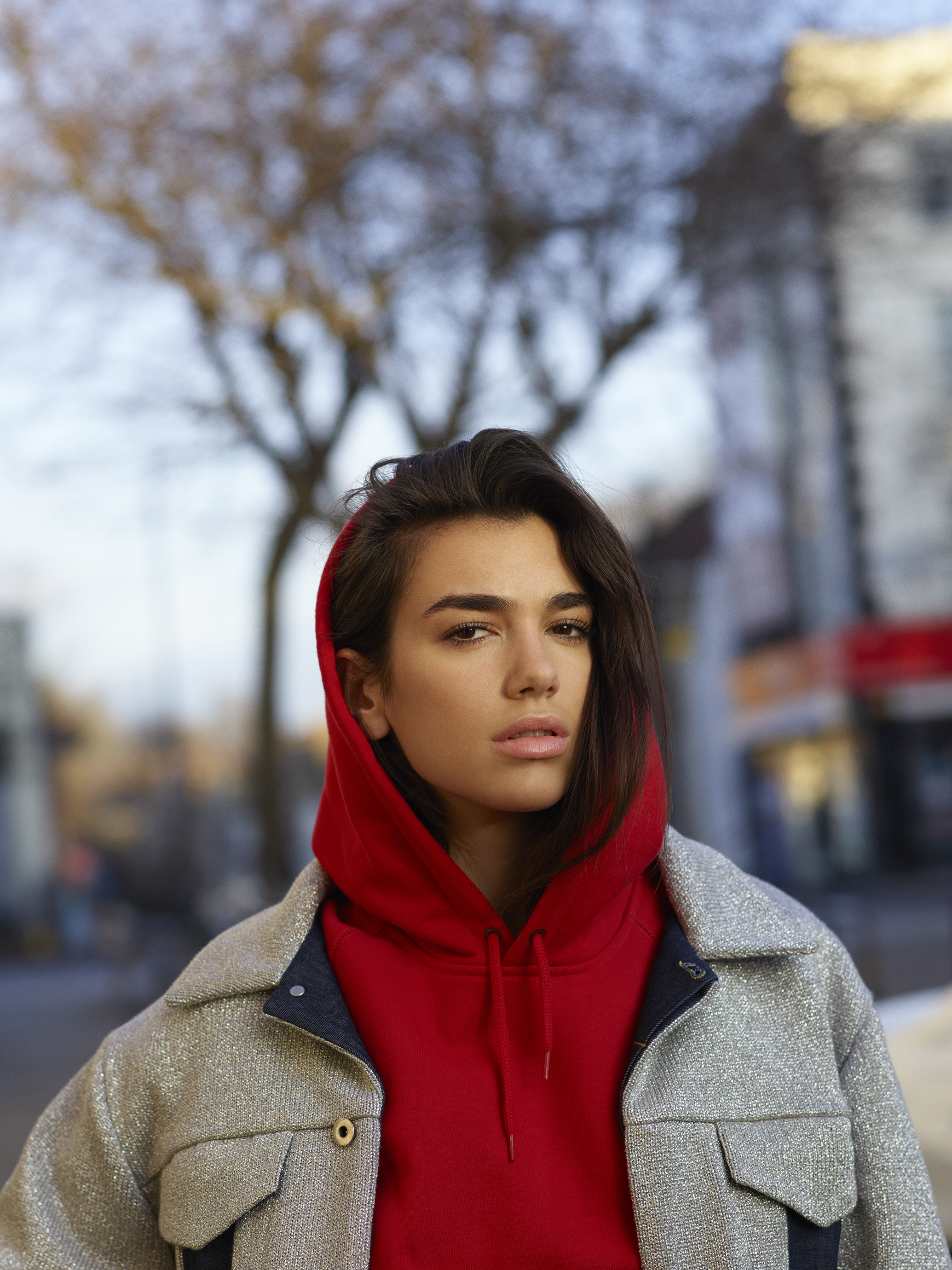
Lipa tijdens de photoshoot voor het album.

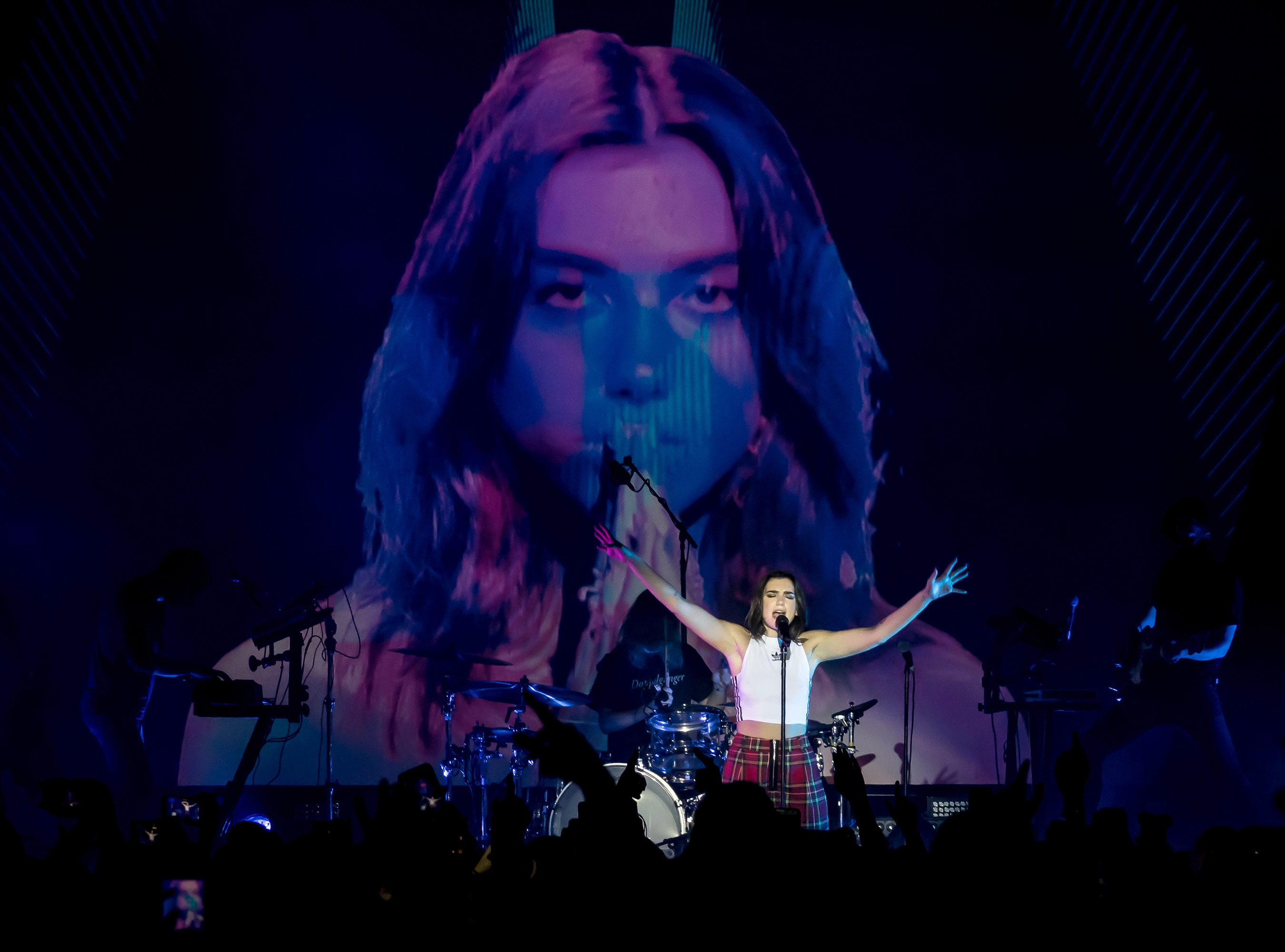
Dua Lipa tijdens haar wereldtournee in 2018.

No Lie van de Amerikaanse rapper Sean Paul werd uitgebracht op de ep Mad Love The Prequel (2016) en werd later toegevoegd aan Dua Lipa: Complete Edition. Het nummer kreeg een videoclip en haalde in verschillende landen hoge noteringen. Scared to Be Lonely, werd Lipa's tweede samenwerking, dit keer met de Nederlandse producer Martin Garrix. Het nummer werd uitgebracht in januari 2017, en haalde ook de Complete Edition. Het nummer werd een groot succes, met certificaties in o.a. Nederland, België en de Verenigde Staten. Lipa's samenwerkingen met Calvin Harris (One Kiss) en Silk City (Electricity) staan ook beide op de tracklist van de Complete Edition. Beide nummers werden een groot succes wereldwijd, vooral One Kiss werd een wereldhit. Het nummer stond 13 weken op 1 in Vlaanderen, 16 weken in Nederland, wat toen een record was voor een vrouwelijke artieste, anno 2022 werd het nummer anderhalf miljard keer gestreamd op Spotify. Ook het nummer Kiss and Make Up werd een commercieel succes, ondanks het niet op single werd uitgebracht. Het kwam ook binnen in de hitlijsten van verschillende Aziatische landen, mede door de samenwerking met de Koreaanse meidengroep Blackpink

## Commercieel succes
In België kwam het debuutalbum op 10 juni 2017 op de 6e plaats binnen in de hitlijsten. In 2018 kreeg Dua Lipa een gouden plaat voor haar debuutalbum. Later kwam daar platina bij. Ook verschillende singles werden meermaals bekroond. New Rules kreeg twee keer platina, Be the One 1 keer platina, net zoals IDGAF. Deze laatste single hield het 32 weken vol in de Ultratop 50. Enkel het nummer Don't Start Now en Cold Heart deden beter van de Britse zangeres. Het debuutalbum stond meer dan 200 weken in de wekelijkse lijst van de 200 best verkochte albums. Het is een van de meest gestreamde en verkochte albums in België, uitgebracht in de jaren 10.
In Nederland kwam het debuutalbum ook op 10 juni 2017 binnen in de hitlijsten, dit op een 11e plaats. Later piekte het album nog op 6 doordat verschillende singles uit het album de Single Top 100 konden halen. In Nederland werden meer dan 50.000 stuks verkocht van het album, goed voor platina.
In december 2017 werden er al bijna anderhalf miljoen albums verkocht wereldwijd. In februari 2021 stond de teller al op zes miljoen verkochte stuks.
In 2018 is Dua Lipa de enige solo vrouwelijke artieste die in de top 15 best verkochte albums van 2018 staat, in zowel België, Nederland, Ierland als het Verenigd Koninkrijk.
In Duitsland, Polen en Zweden kreeg het album ook goud. In Australië, Oostenrijk, Ierland en de Verenigde Staten werd platina bereikt. In Denemarken, Frankrijk, Italië kreeg het debuutalbum dubbel platina. In haar thuisland het Verenigd Koninkrijk werd dit driedubbel platina. En in Nieuw-Zeeland en Canada respectievelijk vier en vijfdubbel platina.

## Tournee
Na de release van New Love begon Dua Lipa haar muziek te promoten en onafgewerkte nummers live uit te voeren, nog voordat haar debuutalbum voltooid was. Ze gaf haar eerste live-optreden tijdens een showcase in Berlijn en trad voor het eerst op een festival op tijdens Eurosonic Noorderslag in januari 2016. In 2016 en 2017 ging ze op tournee met onder andere de UK Tour, Hotter than Hell Tour en de US and Europe Tour. Daarnaast was ze het voorprogramma voor Troye Sivan, Bruno Mars en Coldplay tijdens hun wereldtournees.
Lipa trad op bij grote awardshows zoals de American Music Awards, Billboard Music Awards, Brit Awards en Grammy Awards. Ze verscheen ook in populaire televisieprogramma’s zoals Jimmy Kimmel Live! en The Graham Norton Show. De zangeres stond op het podium van evenementen zoals het Glastonbury Festival, de iHeartRadio Music Festival en de UEFA Champions League-finale. In België trad ze op festivals zoals Pukkelpop en Tomorrowland. Ook gaf ze een eerste arena optreden in een uitverkochte Lotto Arena. In Nederland gaf ze een concert in de AFAS Live in Amsterdam en stond ze op het festival Lowlands 2018. Ook was ze headliner van het Sunny Hill Festival in Pristina, georganiseerd door haar vader.
Haar ondersteunende tournee voor haar debuutalbum, The Self-Titled Tour, liep van oktober 2017 tot december 2018 en bestond uit 110 shows. Lipa kreeg kritiek op haar podiumaanwezigheid, mede door een virale meme van haar dansbewegingen, wat een negatieve impact had op haar mentale gezondheid. Desondanks markeerde deze periode een belangrijk keerpunt in haar carrière.

## Tracklist

### Standaard editie
| Nr.                  | Titel                   | Schrijver(s)                                                     | Producent(en)                                            | Duur |
| -------------------- | ----------------------- | ---------------------------------------------------------------- | -------------------------------------------------------- | ---- |
| 1.                   | "Genesis"               | Dua Lipa, Andreas Schuller, Sarah Hudson, Coffee                 | Axident, Big Taste, Lorna Blackwood, Cameron Gower Poole | 3:25 |
| 2.                   | "Lost in Your Light"    | Lipa, Miguel, Rick Nowels                                        | Miguel, Stephen "Koz" Kozmeniuk, Blackwood               | 3:23 |
| 3.                   | "Hotter than Hell"      | Lipa, Adam Midgley, Tommy Baxter, Gerard O'Connell               | Kozmeniuk, Jay Reynolds, Tom Neville                     | 3:07 |
| 4.                   | "Be the One"            | Lucy Taylor, Digital Farm Animals, Jack Tarrant                  | Digital Farm Animals, Tarrant                            | 3:22 |
| 5.                   | "IDGAF"                 | Lipa, MNEK, Larzz Principato, Skyler Stonestreet, Whiskey Waters | Kozmeniuk, Principato, Blackwood                         | 3:37 |
| 6.                   | "Blow Your Mind (Mwah)" | Lipa, Jon Levine, Lauren Christy                                 | Levine                                                   | 2:58 |
| 7.                   | "Garden"                | Lipa, Greg Wells, Sean Douglas                                   | Kozmeniuk, Wells                                         | 3:47 |
| 8.                   | "No Goodbyes"           | Lipa, Dan Traynor, Lindy Robbins, Ilsey Juber                    | Kozmeniuk, Grades                                        | 3:36 |
| 9.                   | "Thinking 'Bout You"    | Lipa, Adam Argyle                                                | Kozmeniuk                                                | 2:51 |
| 10.                  | "New Rules"             | Caroline Ailin, Emily Warren, Ian Kirkpatrick                    | Kirkpatrick                                              | 3:29 |
| 11.                  | "Begging"               | Lipa, Cara Salimando, James Flannigan, Gabriel Simon             | Flannigan, Kozmeniuk, Suzy Shinn                         | 3:14 |
| 12.                  | "Homesick"              | Lipa, Chris Martin                                               | Bill Rahko                                               | 3:50 |
| 13.                  | "Dreams"                | Lipa, Neville, Chelcee Grimes                                    | Ten Ven                                                  | 3:40 |
| 14.                  | "Room for 2"            | Lipa, Neville, Autumn Rowe                                       | Ten Ven                                                  | 3:28 |
| 15.                  | "New Love"              | Lipa, Emile Haynie, Andrew Wyatt                                 | Haynie, Wyatt                                            | 4:31 |
| 16.                  | "Bad Together"          | Lipa, Grimes, Tom Barnes, Ben Kohn, Peter Kelleher               | TMS                                                      | 3:58 |
| 17.                  | "Last Dance"            | Lipa, Kozmeniuk, Talay Riley                                     | Kozmeniuk                                                | 3:48 |
| Totale lengte: 60:08 |                         |                                                                  |                                                          |      |

De single For Julian werd enkel op de Japanese editie van het debuutalbum uitgebracht. Lipa zong deze single enkel tijdens haar Hotter than Hell Tour.
| Nr.                  | Titel                                     | Schrijver(s) | Producent(en)                                                          | Duur |
| -------------------- | ----------------------------------------- | --- | ---------------------------------------------------------------------- | ---- |
| 1.                   | "Want To"                                 | Lipa, Amish Dilipkumar Patel, Andrew Jackson | Kozmeniuk, ADP                                                         | 3:31 |
| 2.                   | "Running"                                 | Lipa, Wyatt | Kozmeniuk                                                              | 3:41 |
| 3.                   | "Kiss and Make Up" (ft. Blackpink)        | Lipa, Grimes, Yannick Rastogi, Zacharie Raymond, Mathieu Jomphe-Lepine, Marc Vincent, Teddy Park                                                     | Banx & Ranx                                                            | 3:09 |
| 4.                   | "One Kiss" (ft. Calvin Harris)            | Lipa, Adam Wiles, Jessie Reyez | Harris                                                                 | 3:34 |
| 5.                   | "Electricity" (ft. Silk City)             | Lipa, Mark Ronson, Thomas Wesley Pentz, Diana Gordon, Romy Madley Croft, Philip Meckseper, Jacob Olofsson, Rami Dawod, Maxime Picard, Clément Picard | Silk City, The Picard Brothers, Jarami, Riton, Alex Metric, Jr Blender | 3:58 |
| 6.                   | "Scared to Be Lonely" (ft. Martin Garrix) | Martijn Garritsen, Georgia Ku, Nathaniel Campany, Kyle Shearer, Giorgio Tuinfort                                                                     | Garrix, Valley Girl, Tuinfort, Blackwood                               | 3:40 |
| 7.                   | " No Lie" (Sean Paul ft. Dua Lipa)        | Jackson, Warren, Jamie Sanderson, Philip "Pip" Kembo, Sean Paul Henriques                                                                            | Sermstyle, Kembo                                                       | 3:41 |
| 8.                   | "New Rules" (Live)                        | Aliin, Kirkpatrick, Warren | Reynolds, Will Bowerman                                                | 4:35 |
| Totale lengte: 29:53 |                                           | |                                                                        |      |